# イートイン脱税
イートイン脱税（イートインだつぜい）は、2019年10月1日以降の日本において、コンビニエンスストアなどで食料品・飲料を持ち帰り扱いとして軽減税率の適用を受け、消費税額8%で購入した飲食物をその店の店内に設置されているイートインコーナーで食べ、2%分の消費税納付を免れる行為である。

## 概要
日本では2019年10月1日の消費税増税の際に導入された軽減税率の制度上、食品・飲料を販売する際の消費税は、購入したものを持ち帰るのであれば8%であるが、店内で食べるのであれば10%である。
このため、持ち帰りと店内での飲食の両方が可能な店舗では以下の対応をとっている。
1. 店内と持ち帰りの税込価格を同じにする
2. 店内と持ち帰りの税抜価格を同じにする（すなわち店内で食べる場合と持ち帰る場合の税込価格は異なる）
3. その他の方法（別体系やイートイン廃止など）

このうち特に2.をとった店舗の場合、客が店内で食べると申告しない限り消費税8%で販売されることが多く、客が支払額を減らすため店内で食べることを申告せずに消費税8%で購入したあと、その購入品を店内で食べる行為が相次いだ。本来は消費税が10%となるところを8%で購入しているためインターネット上でイートイン脱税と呼ばれることになった。
弁護士の菅原草子は詐欺罪に当たる可能性があると指摘しているが、国の見解では問題ないとされている。また、イートイン脱税を告発しようとする者とのトラブルの原因にもなっている。増税直後に比べれば申告する人は増えているが、申告しない客は依然として減少せず、黙認されている。

## 対策
日本フランチャイズチェーン協会では、レジやイートインコーナーに申告を求めるポスターを掲示した。小売店のイオンでは、店内での飲食を申請した客に対して飲み物を無料で提供する措置を行っている。ドトールでは、店内飲食で紙コップを希望する客に対して「EAT IN（イートイン）」と書いた赤いシールを貼って提供している。